# Аделейд (градска писта)
Вижте пояснителната страница за други значения на Аделейд.
Градска писта Аделейд (на английски: Adelaide Street Circuit) е временна писта, разположена по улиците на град Аделейд, Австралия на което се провеждат състезания за Формула 1 от 1985 г. до 1995 г.

## История
През 1985 г. на пистата се провежда първата Голяма награда на Австралия, кръг от световния шампионат на Формула 1. Състезанието е домакин на стартовете до 1995 г. включително, като от следващата година стартът се мести в Албърт Парк, Мелбърн.
От 1999 г. пистата е домакин на ежегоден старт от австралийския шампионат за турситически автомобили V8 Supercars и конфигурацията на пистата е променена на 3,219 км.

## Характеристики
Състезанието е опасно поради високите скорости, развивани от болидите, и наличието на бетонни огради в непосредствена близост до пистата. През 1995 г. Мика Хакинен катастрофира тежко и Гран При на Австралия от Аделейд е преместена на Албърт парк в Мелбърн.

## Победители във Формула 1
| Година | Пилот          | Конструктор        | Статистика |
| ------ | -------------- | ------------------ | ---------- |
| 1995   | Деймън Хил     | Уилямс-Рено        | Статистика |
| 1994   | Найджъл Менсъл | Уилямс-Рено        | Статистика |
| 1993   | Айртон Сена    | Макларън-Форд      | Статистика |
| 1992   | Герхард Бергер | Макларън-Хонда     | Статистика |
| 1991   | Айртон Сена    | Макларън-Хонда     | Статистика |
| 1990   | Нелсън Пикет   | Бенетон-Рено       | Статистика |
| 1989   | Тиери Бутсен   | Уилямс-Рено        | Статистика |
| 1988   | Ален Прост     | Макларън-Хонда     | Статистика |
| 1987   | Герхард Бергер | Ферари             | Статистика |
| 1986   | Ален Прост     | Макларън-ТАГ-Порше | Статистика |
| 1985   | Кеке Розберг   | Уилямс-Хонда       | Статистика |